# Роже-Ів Бост
Роже-Ів Бост (фр. Roger-Yves Bost, нар. 21 жовтня 1965) — французький вершник, олімпійський чемпіон 2016 року.

## Виступи на Олімпіадах
| Олімпіада           | Дисципліна            | Місце |
| ------------------- | --------------------- | ----- |
| Атланта 1996        | індивідуальний конкур | 13    |
| Атланта 1996        | командний конкур      | 4     |
| Ріо-де-Жанейро 2016 | індивідуальний конкур | 16    |
| Ріо-де-Жанейро 2016 | командний конкур      | 1     |

## Зовнішні посилання
- Роже-Ів Бост — олімпійська статистика на сайті Sports-Reference.com (англ.) (архівна версія)